# Randi Tytingvåg
Randi Tytingvåg (* 18. April 1978 in Stavanger) ist eine norwegische Singer-Songwriterin und Schauspielerin, die sich musikalisch zwischen Country, Bluegrass, Folk, Jazz und Popmusik bewegt.

## Wirken
Tytingvåg schloss 2001 ihr Musikstudium an der Londoner School of the Arts Roehampton ab. Im selben Jahr gab sie ihr Debüt als Jazzsängerin beim Maijazz Festival, wo sie 2004 als „Künstlerin des Jahres“ ausgezeichnet wurde. 2006 begann sie eine zweite Karriere als Theaterschauspielerin in dem Stück Skyfri himmel. 2012 wurde sie in Schweden mit dem Prins Eugen Kulturpris ausgezeichnet.
Tytingvåg legte bisher acht Studioalben vor, zuletzt Hjem (2023). „Konnte man sie bei ihrem Deutschlanddebüt Red für Ozella 2009 noch für eine weitere nordische Interpretin im Spannungsfeld zwischen „Great American Songbook“, Pop und Folk halten, so setzt die Norwegerin seit zehn Jahren konsequent auf etwas, das sie „Nordicana“ nennt, … amerikanische Rootsmusik mit skandinavischem Einschlag.“
Tytingvåg gründete zudem mit Hanne Sørvaag und Britt-Synnøve Johansen 2009 die Gruppe Julestjerner, die neun Jahre lang bei Weihnachtskonzerten auftrat.

## Diskographische Hinweise
- Heavenly Attack (Via Music, 2004)
- Let Go (RTM, 2006)
- Red (Ozella Music, 2009)
- Grounding (Ozella Music 2012)
- Three (Emotion/ACT 2015)
- Roots & Wings (Kirkelig Kulturverksted 2017)
- The Light You Need Exists (Kirkelig Kulturverksted 2019)
- Hjem (Kirkelig Kulturverksted 2023)[3]